# Etničke grupe Benina
Etničke grupe Benina, 9,309,000	stanovnika (UN Country Population; 2008)
- Adja	798,000
- Aguna, Awuna	6,100
- Anii, Basila	63,000
- Anufo, Chakosi	19,000
- Bariba, Baatoumbu	667,000
- Basa	1,900
- Betammaribe, Ditammari	163,000
- Biali, Bialaba	122,000
- Boko	123,000
- Britanci	50
- Burusa, Bulba	1,800
- Cabe	93,000
- Dendi, Dandawa	52,000
- Ede Nago	271,000
- Ede Nago, Kura	35,000
- Ewe	119,000
- Fon, Fo	1,825,000
- Foodo	33,000
- Francuzi 25,000
- Fulani, Gorgal	32,000
- Fulfulde, Fulani	420,000
- Ga-Adangme-Krobo	9,200
- Gangam, Ngangan, Dye	27,000
- Gbe, Ayizo	426,000
- Gbe, Ci	34,000
- Gbe, Defi	16,000
- Gbe, Eastern Xwla	97,000
- Gbe, Gbesi	88,000
- Gbe, Kotafon	130,000
- Gbe, Maxi	140,000
- Gbe, Saxwe	210,000
- Gbe, Seto	30,000
- Gbe, Swla-Gbe, Western Xwla	61,000
- Gbe, Tofin	119,000
- Gbe, Toli	233,000
- Gbe, Weme	224,000
- Gbe, Xweda	105,000
- Gbe, Xwela, Phera	86,000
- Gun, Gu	589,000
- Gurma, Gourma	45,000
- Hausa	36,000
- Ica	85,000
- Idaca	140,000
- Ife, Ana	67,000
- Ije, Holi	44,000
- Kabiye	14,000
- Kambole, Manigri Nago	42,000
- Kotokoli, Tem	18,000
- Lama, Lamba	83,000
- Logba, Dompago	99,000
- Mandingo	7,500
- Mbelime, Niendi	59,000
- Mina, Ge	114,000
- Mokole, Monkole	108,000
- Mossi, Moore	30,000
- Natemba, Nateni	50,000
- Pila, Kpila	143,000
- Shanga	1,500
- Songhai-Koryaboro	6,900
- Soruba, Biyobe	9,100
- Tchumbuli	3,600
- Tyenga	1,800
- Waama, Yoabou	88,000
- Watchi	53,000
- Yoruba	186,000
- Yoruba, Idassa	140,000
- Zerma, Dyerma	38,000